# Devardova slitina
Devardova slitina, někdy nesprávně též Dewardova slitina či Dewarova slitina je slitina mědi, zinku a hliníku. Autorem je italský chemik Arturo Devarda (1859–1944).

## Parametry
- Složení: 50% měď (případně 49% – 51%),  45% hliník (případně 44% – 46%), 5% zinek (případně 4% – 6%). Obvykle obsahuje i stopové množství dusíku
- CAS kód: 8049-11-4
- Teplota tání: 550 °C (https://www.sigmaaldrich.com/US/en/product/sial/81966) Archivováno 21. 2. 2022 na Wayback Machine.
- Teplota varu: 906 °C (http://www.merck-chemicals.cz/devardova-slitina/MDA_CHEM-105341/p_iHCb.s1LuiUAAAEWsOEfVhTl) Archivováno 6. 6. 2020 na Wayback Machine.
- Hustota: 5.79 g*cm−3 (při 20 °C) (http://www.merck-chemicals.cz/devardova-slitina/MDA_CHEM-105341/p_iHCb.s1LuiUAAAEWsOEfVhTl) Archivováno 6. 6. 2020 na Wayback Machine.

## Použití
Hlavní použití této slitiny je jako redukční činidlo v analytické chemii, kde se používá ke stanovení dusičnanů a dusitanů převedením na amoniak a jeho vydestilováním do předlohy se známým objemem kyseliny sírové o známé koncentraci. Zde se zpětnou titrací nadbytečné kyseliny sírové stanoví dusičnany (resp. dusitany).
3 NO3− + 8 Al + 5 OH− + 18 H2O → 3 NH3 + 8 [Al(OH)4]−